# Retaule del Sant Esperit
El Retaule del Sant Esperit és una obra del pintor gòtic català Pere Serra ubicada a la Seu de Manresa i realitzada vers 1394. Es tracta d'un retaule de grans dimensions i de gran riquesa iconogràfica, amb vint-i-dues escenes (sense comptar-hi les trenta-sis figures de sants pintades als sis entrecarrers), i es considera l'obra mestra de l'autor. Va ser encarregat per la Confraria dels Cuiraters de Manresa, que tenia el Sant Esperit com a patró. Es tracta d'una narració al voltant de la figura del Sant Esperit i la seva intercessió en els principals passatges bíblics. El relat comença amb la Creació del Món i la infantesa i maduresa de Jesús, continua amb la seva Passió fins a l'Ascensió i la Pentecosta —peça central i de trànsit entre els quadres de la vida de Jesús—, i s'acaba amb escenes relatives a la creació de l'Església i l'inici de l'apostolat cristià.
Les taules centrals de la predel·la varen desaparèixer abans del segle xix i en el seu lloc es va incorporar, en la restauració del 1954, una taula amb un Enterrament de Jesús, obra de Lluís Borrassà de 1411.

## Dades de context

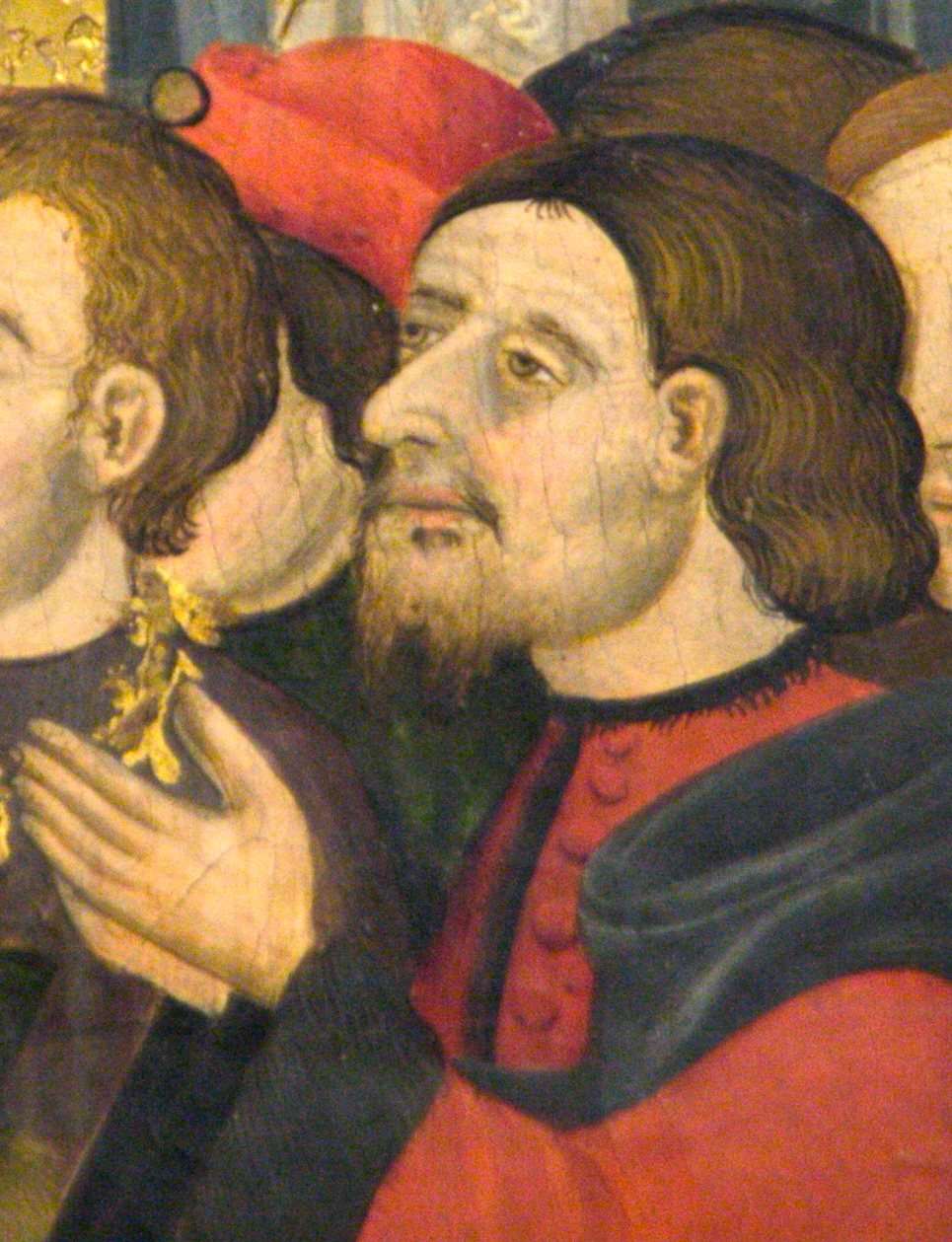
Suposat autoretrat de Pere Serra a la taula de la Missa de Sant Martí, a la predel·la d'aquest retaule

### Autor
Pere Serra es va formar com a pintor al taller barceloní de Ramon Destorrents, on va treballar per un període de quatre anys a partir del 1375. Posteriorment, en companyia dels seus germans, Francesc, Jaume i Joan, també pintors, va formar part del taller pictòric familiar. Es té constància documental de la seva producció pictòrica des de l'any 1375 fins al 1405. Des del seu taller va dominar el panorama artístic català i va imposar l'estil italogòtic al llarg de tota la segona meitat del segle xiv, cosa que es fa palesa en els nombrosos retaules que va realitzar per tot el territori de l'antiga Corona d'Aragó.
Tot i que l'estil de l'obrador és italianitzant, de pintura sienesa, molts dels seus deixebles esdevindran iniciadors del gòtic internacional del Principat. Al taller de Pere Serra es formaren Jaume Cabrera, Pere Vall, Joan Mates o Jaubert Gaucelm.

### Estil
L'obra presenta tots els trets propis de l'estil italogòtic: una equilibrada barreja de realisme i fantasia, de misteri combinat amb expressions quotidianes i assequibles, i la juxtaposició de les figures al paisatge, el color i el ritme narratiu; tot plegat forma una atmosfera poètica. El seu estil, en la línia de la Pentecosta del museu Diocesà de Barcelona, es mostra aquí molt més personal i independent.
Si a l'art romànic les figures eren més distants i omnipotents, a l'art gòtic les escenes són més properes als fidels. El gòtic fa descendir Crist, la Mare de Déu i els sants just per sobre dels altars i els dona una dimensió més humana. L'artista fa una combinació de l'Antic i el Nou Testament, i se centra en passatges religiosos amb presència de l'Esperit Sant, majoritàriament de temàtica mariana.

### Història
L'obra va ser un encàrrec de la Confraria dels Cuiraters del Sant Esperit de Manresa. Tot i no conservar-se'n el contracte, sí que existeix el rebut del darrer pagament a Pere Serra, datat del 3 de juny de 1394. La seva estabilitat estructural va presentar problemes el 1412, amb l'aparició d'unes esquerdes al cos central, que va haver de ser restaurat pel manresà Francesc Feliu. Aquesta restauració va comportar repintar el mantell del Sant Pare de l'escena de la Coronació de la Mare de Déu. La taula de la Pentecosta presentava un trencament de tres centímetres d'ample, va ser reomplert amb materials elàstics.

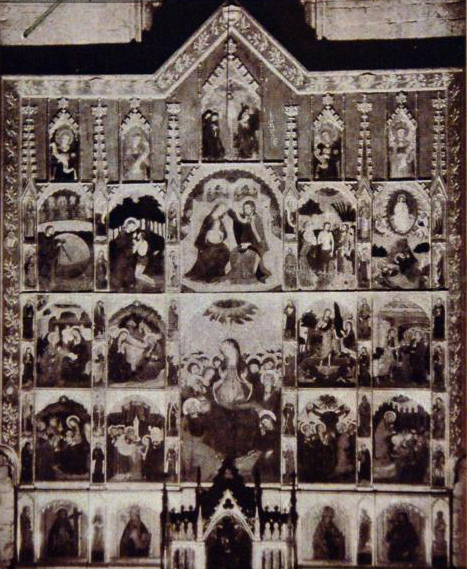
Vista del retaule amb la predel·la d'Antoni Marquès, de 1506

El 1870 es va fer una nova restauració. En aquell moment, el retaule havia perdut el guardapols, alguns muntants, una part de la cresteria i la part central de la predel·la, de la qual només restaven les dues taules dels extrems. Es varen reconstruir els elements complementaris i es va fer un nou guardapols decorat amb escuts i formes florals. Per ocupar l'espai de la predel·la es va decidir substituir les dues taules que faltaven per quatre de les cinc taules de la predel·la del Retaule de la Trinitat d'Antoni Marquès, de 1506, que es conservava a la mateixa seu amb un sagrari al centre. Amb aquesta incorporació, el Retaule de la Trinitat va quedar esguerrat i la resta de les seves taules varen romandre a l'arxiu de la Seu, fins que el 1982, un cop reintegrades les quatre taules esmentades, va ser restaurat i tornat a instal·lar al seu lloc original a la Seu.
En començar la guerra civil espanyola, el 1936, va ser desmuntat per protegir-lo, i el 1939, abans d'acabar la contesa, va ser traslladat a Ginebra. Després de la guerra va retornar, però no va ser fins al 1947 que, mitjançant les gestions de l'arquitecte manresà Alexandre Soler i March, president dels Amics dels Museus de Catalunya, es va decidir iniciar un procés de sensibilització i subscripció entre les entitats per recaptar fons per fer una restauració completa del retaule. Es va poder realitzar amb el finançament principal de la Caixa d'Estalvis de Manresa i les aportacions de 15.000 pessetes de l'Ajuntament de Manresa i de 5.000 pessetes dels Amics dels Museus. La restauració va ser realitzada per Ramon Gudiol, Andreu Asturiol, Agustí Trenado, Nicasio Arraiza i Braulio Arquero. Un cop restaurat, va estar exposat al Palau de la Virreina de Barcelona, abans de la seva instal·lació definitiva a Manresa, el 26 d'abril de 1954.
En aquesta restauració s'eliminen les taules que s'havien afegit el segle xix, es recuperen les dues taules dels extrems de la predel·la original i, per ocupar l'espai central buit, es va optar per una taula allargada obra de Lluís Borrassà. Aquesta peça només és 14 anys més moderna i la seva temàtica encaixa dins el relat iconogràfic del retaule. Representa l'enterrament de Crist i contrasta amb la resta del retaule perquè mostra un gran dramatisme. L'escena de l'enterrament mostra la cara deformada pel dolor de Crist mort i la tristesa dels qui el vetllen.

## Descripció

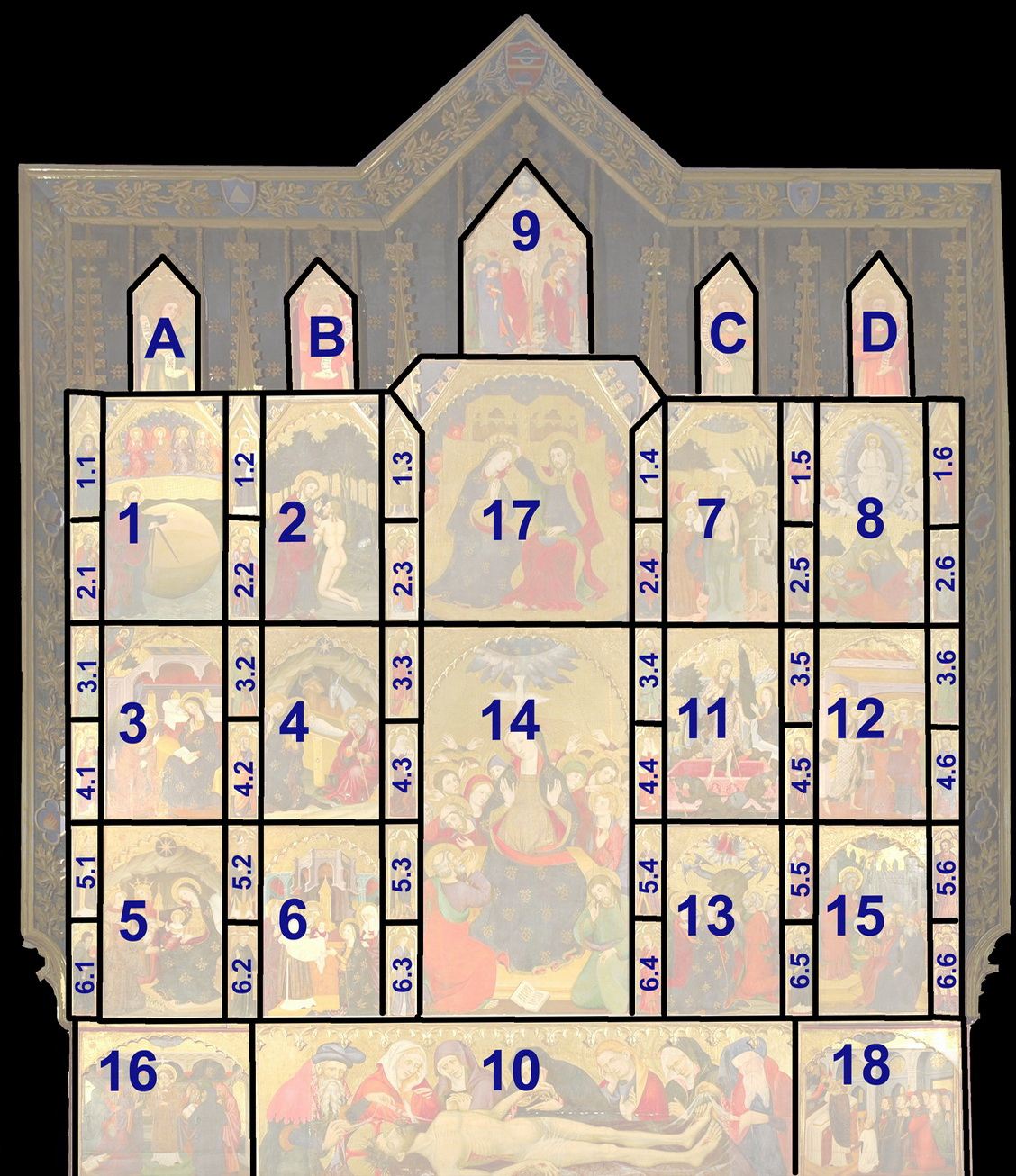
Esquema del retaule segons l'ordre de lectura iconogràfica

### Estructura del retaule
En total consta de vint-i-dues taules amb escenes de l'Antic Testament, de la vida de Jesús i dels Fets dels Apòstols. Estan ordenades en cinc carrers més predel·la. Com és habitual en altres retaules del gòtic català, les taules del carrer central són més grans, contenen el tema principal i estan encapçalades per un Calvari o Crucifixió com a coronament central. Els quatre carrers laterals contenen tres pisos de taules amb escenes bíbliques, coronats, a l'àtic, al mateix nivell de l'escena de la Crucifixió, per una figura d'àngel a cada carrer. Els entrecarrers o muntants, que estructuren el retaule i separen els carrers entre si, estan decorats amb un total de trenta-sis petites imatges de sants i estan rematats al seu cim per uns pinacles de clara estètica gòtica en talla de fusta daurada.
A la part baixa del cos principal del retaule hi ha la predel·la, formada per una gran taula central, obra de Lluís Borrassà, i dues escenes de sants a cada costat, que corresponen a l'obra original de Serra.
Tot el retaule està rodejat d'un guardapols amb talles fitomòrfiques daurades sobre un fons blau i set escuts heràldics distribuïts dos a cada costat i tres a la banda superior.

### Taules centrals

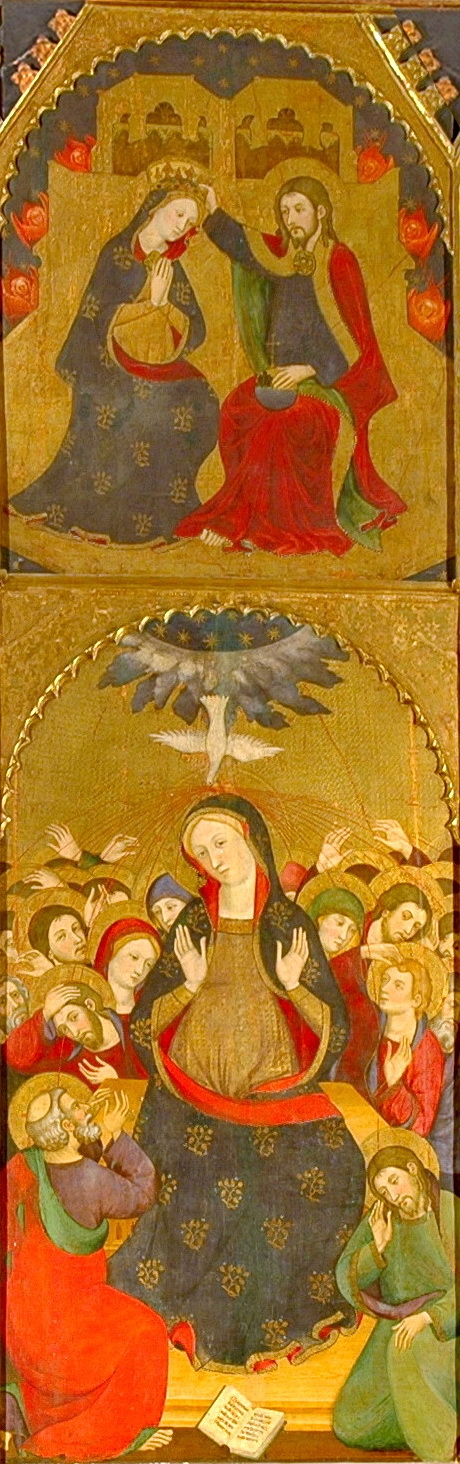
La Coronació de Maria i la Pentecosta, escenes centrals del retaule

Al carrer central s'ubiquen les dues taules principals i més grans que la resta. Corresponen a l'escena de la Pentecosta, que cronològicament està situada darrere de l'Ascensió de Jesús, i la Coronació de Maria s'ubicaria darrere del Discurs de Sant Esteve.

#### Pentecosta
La Pentecosta descriu la festa del cinquantè dia després de la Pasqua, del Diumenge de Resurrecció. Durant la Pentecosta o Pasqua Granada se celebra el descens de l'Esperit Sant sobre els apòstols, tal com es descriu als Fets dels Apòstols:
| «                          | Llavors se'ls van aparèixer unes "llengües de foc", que es distribuïen i es posaven sobre cada un d'ells. Tots van quedar plens de l'Esperit Sant i començaren a parlar en diverses llengües, tal com l'Esperit els concedia d'expressar-se. | » |
| — Fets dels Apòstols 2:3-4 | |   |

Per això també es coneix com la celebració de l'Esperit Sant. Aquest esdeveniment va suposar, de fet, l'inici de l'activitat de l'Església de Crist. L'autor va recollir tota la solemnitat del moment en la composició, que gira al voltant de la Mare de Déu. Ella i tots els apòstols que la rodegen reben la benedicció del colom, que representa l'Esperit Sant. El colom surt d'un cel estrellat que s'esquinça per deixar pas a la figura sagrada. D'ella emanen uns raigs que cauen sobre tots els reunits, que manifesten sorpresa tant a la cara com, especialment, a les mans, que es mostren crispades. Les figures, quasi de dimensions naturals, presenten una extrema sensibilitat.
El desconcert entre els apòstols pel canvi que acaben d'experimentar els fa comentar:
| «                          | ¿No són galileus, tots aquests que parlen? Doncs com és que cada un de nosaltres els sentim en la nostra llengua materna? | » |
| — Fets dels Apòstols 2:7-8 | |   |

Sant Pere, comprenent el destí que els havia designat el Messies, va iniciar les seves ensenyances sobre com difondre la Paraula de Déu, en una escena coneguda com el Discurs de Pere, que es troba a la darrera taula, a l'extrem inferior dret del cos del retaule.

#### Coronació de Maria
A sobre de la taula de la Pentecosta hi ha l'escena de la Coronació de Maria. Maria i el seu fill estan asseguts en uns trons daurats i solemnes. Envoltant-los, un grup de sis àngels de color vermell (el color de la reialesa) creen un càlid horitzó. Jesús està col·locant una corona sobre el cap de la seva mare amb la mà dreta. Amb la mà esquerra sosté el globus terraqüi, una al·lusió al poder diví sobre el terrenal. La sobrietat i intensitat del conjunt té un caràcter eminentment bizantí, amb les dues figures solemnes i hieràtiques al mig d'un espai daurat i regi.

### Taules laterals
Les imatges amb escenes bíbliques estan ordenades cronològicament de dalt a baix, començant pels dos carrers de l'esquerra.

#### La Creació
La primera escena, ubicada a la part alta del carrer esquerre, representa la Creació, on Déu Pare és l'arquitecte que està dibuixant el globus terraqüi amb un gran compàs de puntes. És el primer cop que se'l representa com un dissenyador, com un tècnic. La figura és la d'un home jove amb una túnica blava i un mantell vermell folrada en verd, i plegada amb un naturalisme que difereix de l'estil italogòtic heretat per l'autor de Ramon Destorrents. El globus, d'un color groc degradat, ressalta sobre un fons on es veu el mar en un blau també degradat, però en sentit contrari, reforçant el contrast del que vol ser el moment de la separació de les aigües descrit al Gènesi 1:9: "Que les aigües de sota el cel s'apleguin en un sol indret i apareguin els continents". A la part alta de l'escena, asseguts a la "volta del firmament que Déu donà el nom de cel"［Gènesi 1:8］, hi ha sis àngels que, uns en actitud orant i altres expectants, observen l'esdeveniment.

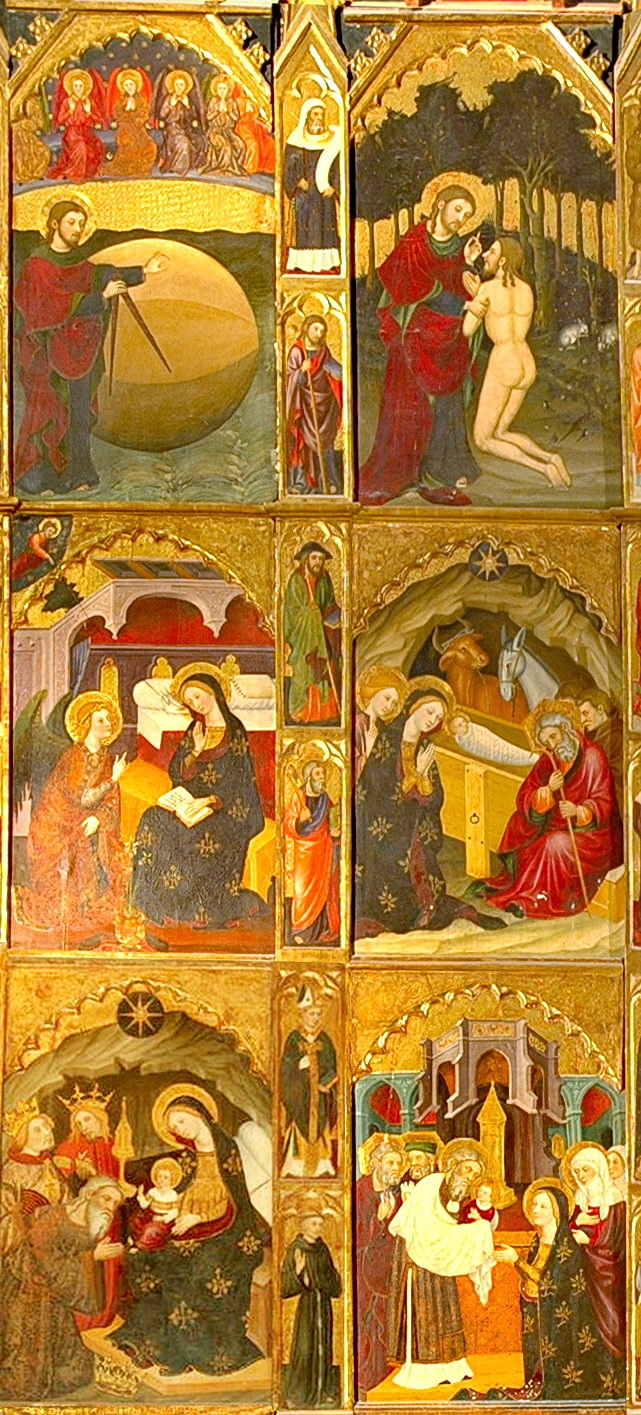
Carrers del costat esquerre

#### La Creació de l'home
A la seva dreta, l'escena de la Creació de l'home descrita al Gènesi 1:25-26, presenta Adam agenollat parlant amb Déu Pare, que l'agafa pel braç. Està d'esquena, mostrant un nu poc usual a l'època, amb unes proporcions anatòmiques poc reeixides, si bé destaca l'expressivitat del rostre. De fons, un paisatge amb un bosc que representa el paradís, ple de natura, amb plantes, rèptils, ocells i una parella de conills, pintat en un estil més naturalista.
La imatge d'Adam evoca el pecat original que va cometre juntament amb Eva i que comportaria la vinguda de Jesús per salvar la humanitat, la qual cosa dona peu a l'artista a iniciar el següent bloc de taules.

#### L'Anunciació
Al pis inferior, la tercera imatge és l'Anunciació, plasmada seguint les pautes italogòtiques, amb la Mare de Déu asseguda sobre una arca als peus del llit i amb un llibre a les mans mentre rep el missatge de l'arcàngel Gabriel. El passatge s'esmenta per primer cop a l'evangeli de Sant Lluc ［Lluc 1:26-38］. L'escena està emmarcada sota unes estructures arquitectòniques que formen un porxo sense columnes amb finestres lobulades a la paret del fons. Els elements tèxtils, tant les robes dels personatges com el cobrellit i el pany que hi ha sobre l'arca, formen una magnífica harmonia de colors. El mantell de la Mare de Déu, de color blau brodat amb estrelles daurades, és el mateix que l'autor manté a totes les escenes on apareix el personatge. En primer terme, davant de la Mare de Déu, hi ha un gerro amb lliris blancs, símbol de la virginitat de Maria. A la part superior esquerra, fora de l'enquadrament de la composició, es veu la figura de Déu Pare que els observa i envia el seu missatge.

#### La Nativitat
La taula del costat, la quarta imatge, representa la Nativitat de Jesús narrada a l'evangeli segons Lluc (Lluc 2:1-7), on s'explica com Maria i Josep s'havien desplaçat a Betlem quan Maria es va posar de part.
L'autor presenta la Mare de Déu agenollada adorant l'infant, una forma que es va començar a aplicar a finals del segle xiv, ja que anteriorment la Mare de Déu era representada ajaguda en un llit. La dona que apareix darrere de Maria representa una de les dues llevadores, Zelemi o Salomé, uns personatges descrits a la llegenda que es narra als evangelis apòcrifs, concretament al protoevangeli de Jaume. Al costat dret de la imatge hi ha Sant Josep amb un nimbe poligonal, detall que expressa que es tracta d'un personatge de l'antiga aliança del poble jueu amb Déu, anterior de l'arribada del Messies. Va vestit amb un ric mantell vermell que contrasta amb el color de les fustes. Darrere seu s'hi veuen dos pastors, una representació condensada de l'escena de l'adoració dels pastors que es recull a Lluc 2:15-18. El Nen Jesús, embolcallat en uns bolquers i ajagut dins una menjadora, ocupa el centre de la taula. Darrere seu, un bou i un ase, simbolitzant el judaisme (bou) i el paganisme (ase), segons la interpretació del text d'Isaïes on es diu que «un bou coneix el seu propietari, i un ase, l'estable del seu amo, però a mi, Israel no em coneix, el meu poble m'ignora».［Isaïes 1:3］ Els animals, que Serra capta amb poc realisme, ocupen l'espai buit que hi ha entre els personatges principals i el sostre de la cova, on hi ha l'estrella que guiaria els Reis Mags d'Orient.
Al pis inferior del costat esquerre hi ha dues taules amb escenes de la infantesa de Jesús, l'Adoració dels Reis Mags i la Presentació de Jesús al temple, és a dir, el reconeixement de Jesús per part dels savis i poderosos, i la vinculació religiosa del nounat.

#### L'Adoració dels Reis Mags
El passatge de l'Adoració dels Reis Mags es desenvolupa a partir del segon capítol de l'Evangeli de Mateu (Mateu 2:1-22) i formalitza el reconeixement de Jesús com a rei de la Terra des de la seva infantesa.
Els Reis Mags representen les tres edats de l'home, no pas les diferents races, ja que la iconografia que representa la pluralitat ètnica va començar a partir del segle xv. El que es troba en primer pla és un home vell amb barba blanca que representa l'ancianitat i que es mostra en actitud d'adoració, sense la corona, que s'ha tret i ha dipositat a terra. Darrere seu, un jove quasi imberbe representa la joventut, i el que es troba al fons, la maduresa. L'escena té lloc dins la mateixa cova que a l'escena de la Nativitat apareix amb l'estrella que havia guiat els reis, situada al capdamunt de l'entrada. La Mare de Déu està asseguda sobre una arca als peus d'un llit quasi com els de l'Anunciació, mentre observa amb un rostre d'humilitat el Nen Jesús, què és sobre la seva falda, ocupant el centre de la pintura i beneint el rei agenollat en primer terme.

#### La Presentació al Temple
La taula amb la Presentació al Temple mostra una complexitat compositiva que l'autor va resoldre combinant el verd, el vermell, el gris i l'ocre en els elements arquitectònics per aportar a l'escena el dinamisme que requeria. El passatge està descrit a l'Evangeli de Lluc (Lluc 2:22-35), on es narra com Simeó, un home gran que tenia el do de l'Esperit Sant, que li havia transmès que no es moriria fins que no conegués el Messies, agafa el Nen en braços mentre pronuncia el Nunc dimittis, una profecia sobre el seu destí i el patiment de Maria: "Una espasa et traspassarà l'ànima", li diu, un símbol que apareix recollit en la iconografia mariana que descriu els Set Dolors de Maria.
Un altre cop, el Nen Jesús ocupa el punt central de la composició mentre és sostingut per Simeó, que es cobreix les mans amb les mànigues en senyal de veneració. La Mare de Déu, agenollada, i sant Josep, amb dos coloms a les mans, com marcava la tradició, completen el grup central. Els dos personatges que els acompanyen han estat identificats com els pares de Maria, sant Joaquim i santa Anna, si bé no apareixen descrits al versicle de Lluc. La que sí que hi surt descrita és la dona que Serra va pintar a l'extrem dret de l'escena i que representa la profetessa Anna, que, en sentir les paraules de Simeó, va confirmar que es tractava del profeta que salvaria el poble d'Israel.

#### Baptisme de Jesús

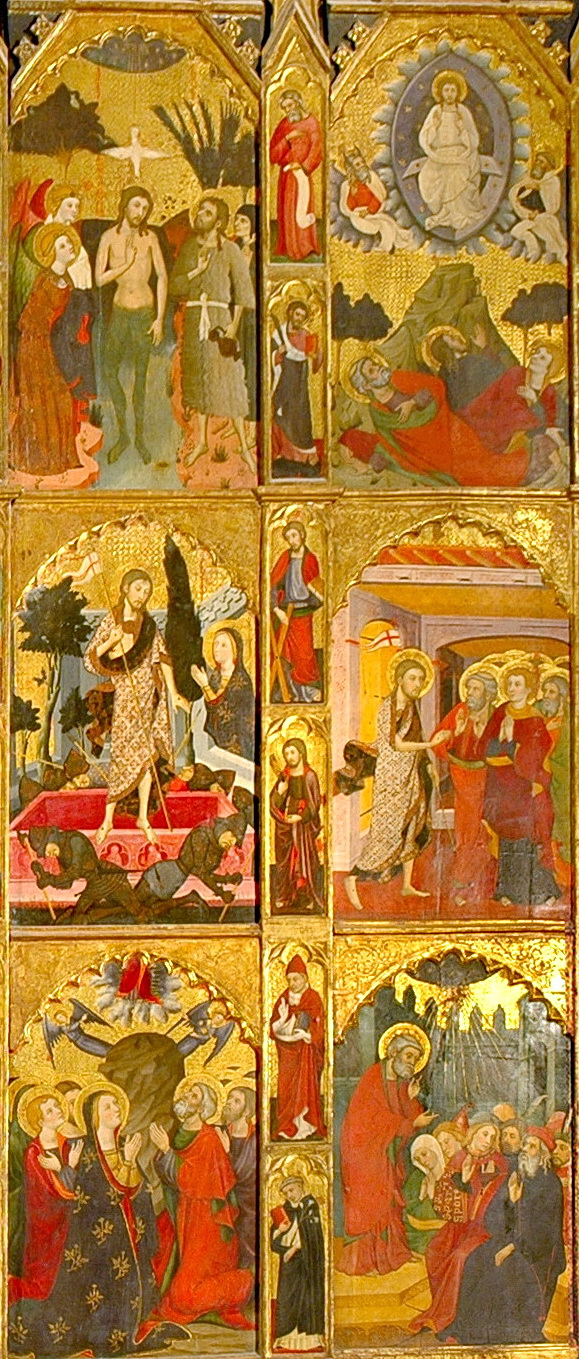
Carrers del costat dret

Als carrers del costat dret hi ha les escenes de Jesús adult. Començant per la part alta, la primera és d'un gran simbolisme, perquè representa la incorporació formal a l'Església mitjançant el baptisme de Jesús a mans de Joan Baptista al riu Jordà. El passatge bíblic és narrat pels quatre evangelistes; a l'Evangeli de Marc es descriu: "Jesús vingué des de Natzaret de Galilea i fou batejat per Joan al Jordà. I tot seguit, mentre sortia de l'aigua, veié que el cel s'esquinçava i que l'Esperit Sant, com un colom, baixava cap a ell. I una veu digué des del cel: Tu ets el meu Fill, el meu estimat; en tu m'he complagut."［Marc 1:9-11］ Joan Baptista descriu l'esdeveniment en primera persona a Joan 1:32-34: "He vist que l'Esperit baixava del cel com un colom i es posava damunt d'ell. Jo no el coneixia, però el qui m'envià a batejar amb aigua em va dir: Aquell damunt el qual veuràs que l'Esperit baixa i es posa, és el qui bateja amb l'Esperit Sant."
Al demacrat rostre del Baptista, l'autor hi reflecteix la seva sorpresa amb una expressió entre arravatada i continguda. Darrere seu hi ha un altre personatge que també mostra admiració per l'esdeveniment que es desenvolupa al centre de la composició. Jesús està despullat i submergit al riu fins a la cintura. La seva figura es transparenta en el verd de l'aigua, que mostra uns tons degradats molt ben realitzats. Sobre el seu cap, el colom que simbolitza l'Esperit Sant està descendint des del firmament estrellat, que es representa al capdamunt de la taula, per sobre del cel, que, com en altres obres gòtiques, és daurat. A l'esquerra de l'escena, dos àngels amb les ales verdes i vermelles sostenen les robes del Messies.

#### La Transfiguració
Al seu costat, la vuitena escena representa la Transfiguració de Jesús al mont Tabor, un episodi de la vida del Crist en què aquest hauria experimentat un canvi d'aparença corpòria durant la seva vida terrenal, una metamorfosi que revelaria la seva naturalesa divina. Serra desenvolupa l'escena a partir d'una fórmula romana d'Orient. Jesús, vestit de blanc, adopta l'actitud d'un Pantocràtor assegut dins una màndorla de color blau amb estels daurats. Al costat de Jesús, entre uns núvols a la base de la màndorla, apareixen dues grans figures bíbliques: Elies i Moisès.［Mateu 17:3］ Moisès porta banyes, tal com se'l va representar fins al Renaixement a causa d'un error de traducció del versicle Èxode 34:29 de la Bíblia Vulgata; Elies porta hàbit carmelità, ja que aquest orde el considera el seu fundador espiritual. Moisès representaria la llei, i Elies, el conjunt dels profetes. El mateix esquema, de tradició antiga, s'aplica a la disposició sobre les roques dels tres deixebles, Pere, Jaume i Joan. Pel que fa a les tonalitats de colors, l'autor forma dos ambients en situar els tons càlids a la part baixa de la imatge, la terrenal, i els blaus i més suaus, a la part celestial.

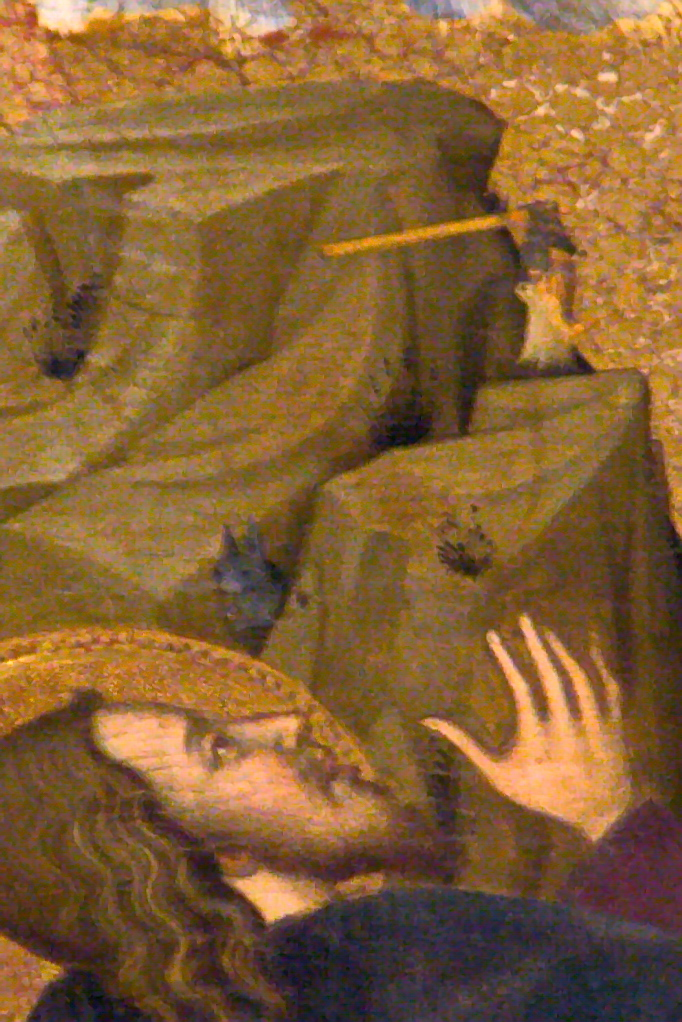
Destral clavada al mont Tabor, relacionada amb la Llegenda de l'arbre de la Creu

L'artista inclou una destral o una aixa clavada al mont Tabor que es pot relacionar amb la "Llegenda de l'arbre de la Creu", descrita per Iacopo da Varazze a la Llegenda àuria. Aquesta llegenda relaciona l'arbre del coneixement del bé i del mal, d'on va sortir la poma del pecat d'Adam i Eva, amb el naixement de tres altres arbres: un cedre, relacionat amb Déu Pare; un xiprer, relacionat amb Crist, i una palma que representa l'Esperit Sant. Molts anys després, el rei David va ordenar als seus artesans tallar tota la fusta del mont Tabor per fer el temple de Jerusalem; aquests varen trobar l'arbre que s'havia format amb la unió de tots tres i també el varen tallar, i va ser conservat al palau de David i, més tard, de Salomó. D'aquí va passar a la piscina de Siloè, motiu pel qual les seves aigües eren miraculoses, i, finalment, va ser extret i fet servir per construir la Creu on va morir Jesús. La iconografia ens relaciona un altre cop el pecat original amb la mort de Jesús mitjançant la intermediació de l'Esperit Sant.

#### La Crucifixió

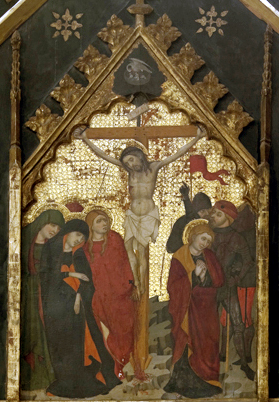
Crucifixió, amb la iconografia del pelicà a la part superior

La novena escena és la Crucifixió de Jesús, que, com a la majoria de retaules medievals, és al cim del carrer central. L'escena té els personatges habituals, tots drets. A l'esquerra, Maria de Clopas i Maria Magdalena estan sostenint la Mare de Déu, amb una fidel reproducció del retaule de l'Almudaina de Palma, de Ramon Destorrents. L'escena guarda una gran semblança amb el Calvari atribuït al Mestre de Sixena que es conserva al Museu Episcopal de Vic. A sobre de la Creu hi ha un niu de pelicà, ocell que, segons la llegenda, alimenta les cries amb la seva pròpia sang. La figura d'un pelicà està relacionada iconogràficament amb el sacrifici de Jesús, ja que s'arrenca la carn del pit per donar menjar als seus fills.
La desena escena és l'Enterrament de Jesús que es troba a la predel·la, on es descriu. De fet, l'artista no havia incorporat aquesta escena dins la iconografia, ja que la peça que es veu actualment prové d'un altre retaule i es va afegir el segle xx.

#### La Resurrecció
La següent escena continua la narració als carrers de la dreta. Es tracta de la Resurrecció de Jesús, una escena on hi ha un canvi de registre i es passa del dolor de la Crucifixió a la visió triomfant de Crist en la resurrecció. La figura central és Jesús, que porta el símbol de la Santa Creu i de la Resurrecció. Acaba de sortir de la tomba de pòrfir vermell després d'haver estat oberta per l'àngel enviat per Déu. A la part inferior de l'escena, s'hi veuen els dos soldats que havien estat enviats per Pilat per protegir el sepulcre i evitar que el cos fos robat.［Mateu 27:66］ Els soldats estan estirats a terra, com desmaiats. L'artista ha volgut recollir la presència de Maria, que, segons una tradició medieval, ho va poder veure des de la finestra de casa seva: Prima vidit (la primera a veure'l), segons ho descriu sant Ambròs.

#### L'Aparició de Jesús
Al seu costat, i molt relacionada amb la resurrecció, hi ha l'escena de l'Aparició de Jesús al cenacle davant dels deixebles. Per donar continuïtat a l'escena anterior, Jesús mostra les mateixes robes i els mateixos atributs. Tot i haver-hi diversos apòstols a l'escena, només es poden veure les imatges de sant Pere, sant Pau i un altre de no identificat. La resta, al darrere, s'intueixen pels nimbes.

#### L'Ascensió
Les dues darreres taules del costat dret es caracteritzen per tenir molts personatges, un format en què l'autor denota menys lluïment La taula de l'esquerra descriu l'Ascensió de Jesús, potser el passatge més gloriós de la vida de Jesús, en què, segons la Bíblia, va rebre la glorificació, després de morir, de mans de Déu Pare. El fet és recollit per tots els Evangelis i pels Fets dels Apòstols. Serra presenta una composició clàssica amb poca simbologia, amb la Mare de Déu i sant Pere en primer pla, al capdavant de la comunitat cristiana. La imatge de Jesús no és visible, només se n'intueix la figura acompanyada per dos àngels, que observen els seus peus a la part alta de l'escena. L'artista ens transmet el relleu que s'ha de produir entre la figura de Jesús, que desapareix de la Terra, i els seus deixebles, que han de continuar la difusió de la fe.
Després de l'ascensió correspon l'escena de la Pentecosta, la imatge principal del retaule, que s'ha descrit a les taules centrals.

#### El Discurs de Pere
La taula dreta del pis més baix presenta el Discurs de Pere, un episodi descrit als Fets dels Apòstols 2:14-42 en què s'explica com els deixebles de Jesús que havien de fer apostolat se sentien confosos pel fet de parlar les llengües dels que els envoltaven. Sant Pere s'aixecà i feu un discurs per explicar la missió que tindrien. L'artista presenta Pere dalt una tarima tallada per denotar l'autoritat de ser el primer dels apòstols. El cel està obert i l'Esperit Sant entra en forma de raigs, no pas de colom. Per mostrar la diversitat d'orígens, els assistents a l'escena porten diferents tipus de vestits i de barrets; els seus rostres es mostren admirats i convençuts que les paraules de Pere estan inspirades pel cel.

### Taules d'àngels
A l'àtic del retaule, al cim dels quatre carrers laterals, hi ha representats quatre àngels amb filacteris al·lusius a les escenes que hi ha immediatament a sota de cadascun d'ells. Porten vestits de colors brillants en tons verds i vermells, i brocats al coll i al pit. Són personatges femenins amb llargues cabelleres rosses i trets facials delicats. D'esquerra a dreta, són:
- Spiritus Dei ferbatur (l'Esperit de Déu planava sobre...) ［Gènesi 1:2］, en referència a les imatges de la Creació que hi ha just a sota.
- Formavit Adam (creació d'Adam) ［Gènesi 2:7］, sobre l'escena del mateix tema.
- Paterna vox audita (la veu del seu Pare es va sentir) ［Marc 1:11］, reforçant el moment del baptisme, en què l'Esperit Sant descendeix sobre Jesús.
- Resplendiut facies (la seva cara resplendent) ［Mateu 17:2］, de l'escena de la Transfiguració.

### Taules de sants
Decorant tots els muntants entre carrers hi ha trenta-sis petites imatges de sants i profetes, molts no identificats, ja que els seus atributs no són determinants i els filacteris que porten han perdut els textos que podrien ajudar a identificar-los. Les imatges, per columnes, corresponen a:
|   | 1                | 2                     | 3                                   | 4                          | 5                      | 6          |
| - | ---------------- | --------------------- | ----------------------------------- | -------------------------- | ---------------------- | ---------- |
| 1 | Noè              | Abraham               | Joan Baptista                       | Profeta ?                  | Josep de Natzaret      | ?          |
| 2 | Sant Pere        | Jaume el Menor        | Sant Mateu                          | Sant Pau                   | Sant Bartomeu          | ?          |
| 3 | Apòstol          | Jaume el Major        | Sant Lluc                           | Sant Marc                  | Sant Andreu            | Apòstol    |
| 4 | Apòstol          | Judes Tadeu           | Santa Anna ensenyant Maria a llegir | ?                          | Apòstol                | Apòstol    |
| 5 | Bisbe            | Bisbe                 | Santa Elisabet d'Hongria            | Santa Eulàlia de Barcelona | Bisbe                  | Apòstol    |
| 6 | Sant Antoni Abat | Sant Francesc d'Assís | Santa Bàrbara                       | ?                          | Sant Domènec de Guzmán | Sant Jordi |

### Predel·la
La predel·la original es va perdre en algun moment indeterminat anterior a 1870, data de la restauració en què s'afegeixen unes taules obra d'Antoni Marquès de 1506. L'estructura actual conserva dues escenes originals als extrems i una gran peça central que és obra de Lluís Borrassà i ocupa l'espai de les peces perdudes, de les quals es desconeix la temàtica.

#### Discurs de Sant Esteve

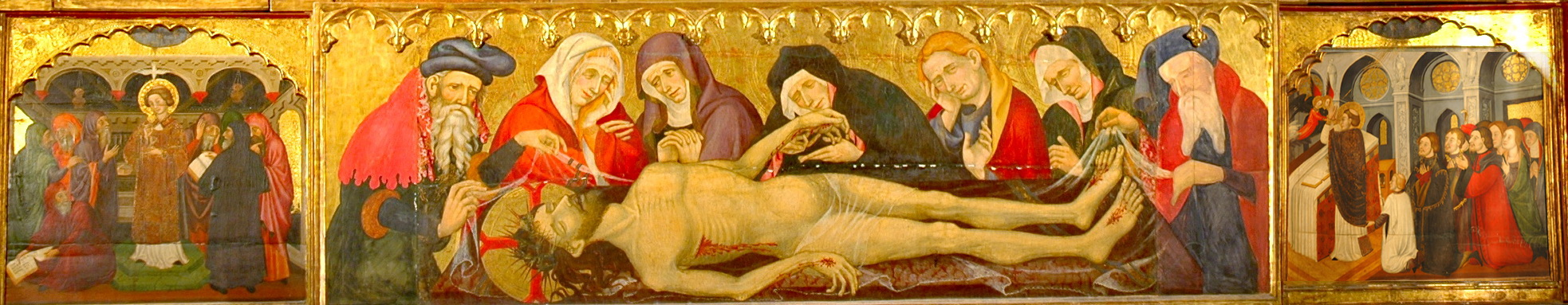
Predel·la amb les taules laterals originals i la central, de Lluís Borrassà

La taula esquerra representa el Discurs de Sant Esteve, descrit als Fets dels Apòstols 7, que mostra el sant màrtir davant de gent de llengua grega que acabarien incorporant-se a la comunitat cristiana i entrarien de seguida en polèmica amb els mestres jueus de llengua hebrea. L'escena s'emmarca dins una sinagoga amb arcuacions, teginats i làmpades que evoquen un ambient oriental. Les combinacions cromàtiques de les robes dels personatges són les més interessants del retaule.
L'autor utilitza aquest episodi bíblic per representar un moment en què a Catalunya hi havia una forta tensió entre els cristians i la comunitat jueva, a la qual s'acabaria expulsant definitivament a finals del segle xv. La superioritat del discurs cristià davant dels jueus es representa mitjançant el colom que guia les paraules d'Esteve, la tarima que el fa estar per damunt el grup i la seva cara plàcida i de seguretat mentre els jueus manifesten la seva violenta reacció en contra de les seves paraules i arrenquen fulls dels llibres.

#### Missa de Sant Martí
A la taula de la dreta es representa la Missa de Sant Martí, una llegenda narrada per Iacopo da Varazze a la Llegenda àuria. Sant Martí és conegut hagiogràficament com un sant caritatiu que va donar la seva capa a un pobre abans de celebrar la missa. La túnica que va poder obtenir per fer missa era una mena de casaca de molt mala qualitat i molt curta; li quedava tan escassa que ni les mànegues li arribaven als colzes ni la part inferior de la falda abastava a cobrir-li els genolls. Sant Martí no va deixar de celebrar la missa per això, i, mentre estava oferint el sant sacrifici, es va poder veure un globus de foc surant sobre el cap del sant bisbe, i, en aixecar les seves mans cap a Déu, les curtes mànegues de la túnica van mostrar els seus braços enterament nus, però a l'instant uns àngels van acudir en defensa del pudor del sant i van cobrir els seus braços nus amb braçalets d'or esmaltats de pedres precioses.
L'escena és força especial perquè els feligresos que assisteixen a la missa són, en realitat, els germans Serra, Jaume, Joan i Pere, acompanyats de les seves germanes, que l'autor ha retratat. La qualitat de les imatges i la individualitat dels trets facials dels personatges reforça aquesta identificació, feta per Alexandre Soler.

#### Enterrament de Jesús
La peça central, amb l'Enterrament de Jesús, la va pintar Lluís Borrassà el 1411 per a un retaule dedicat a Sant Antoni Abat, una obra encarregada el 24 de gener de 1408 al fuster Pere de Puig, pel que fa a l'estructura, i de la qual només es conserva aquesta peça. L'estil d'aquest artista s'ha de situar dins el gòtic internacional, diferent de l'italogòtic de Pere Serra, i posa més èmfasi en el dramatisme de les escenes, a través de la representació dels sentiments i els contrastos de color. És una obra del període de maduresa de Borrassà, que mostra uns personatges amb gran tensió anímica, mans crispades i rostres carregats d'emoció.
En aquesta obra de Borrassà, s'hi han inspirat alguns artistes, com ara Jaume Huguet, amb la seva Lamentació sobre el Cos de Crist, una predel·la per al Retaule de Vallmoll, actualment al museu del Louvre. Però també l'han fet servir per versionar representacions de la Dormició de Maria autors com l'escultor Lluís Bonifaç i Massó, amb la seva Mort de la Verge de l'oratori del castell de Valls, avui desapareguda. També el pintor Antoni Viladomat, contemporani de Bonifaç, s'hi va inspirar per a la seva Dormició de la Verge, de 1730-1745, que va estar a la capella del Roser de l'església de Betlem de Barcelona i actualment és a la biblioteca del Centre Borja de Sant Cugat del Vallès.
- Lamentació sobre el Cos de Crist, de Jaume Huguet. Es creu que va formar part del Retaule de Vallmoll
- Dormició de la Verge de Lluís Bonifaç. Obra desapareguda
- Dormició de la Verge de Viladomat